# Cuneïforme hitita
El cuneïforme hitita és l'ús d'escriptura cuneïforme amb el llenguatge hitita. Els escrits que han perdurat fins a l'actualitat estan gravats en tauletes de fang datades al segon mil·lenni aC (aproximadament del segle xvii aC al segle xii aC).
L'ortografia va ser adaptada directament del cuneïforme de l'assiri antic. Al HZL es compten 375 símbols usats en documents hitites (11 només apareixen en gloses hurrites i hattis) en comparació amb els més de 600 símbols usats en l'assiri antic. Aproximadament la meitat dels símbols tenen valors sil·làbics i la resta son ideogrames o logogrames per representar paraules completes - alguns caràcters com "$", "%" i"&" encara es fan servir en llengües contemporànies.
El símbols cuneïformes poden usar-se amb tres funcions: sil·labogrames, accadigrames o sumerigrames. Sil·labogrames son caràcters que representen síl·labes. Accadigrames i sumerigrames son ideogrames originalment de l'accadi o el sumeri respectivament, però no es pronuncien com a l'idioma original. Els sumerigrames acostumen a ser ideogrames i determinatius. Habitualment,
- sil·labogrames es transcriuen en minúscules i cursiva
- accadigrames en majúscules i cursiva.
- sumerigrames en majúscules recta.

Per tant, el símbol GI 𒄀 es pot usar (i transcriure) de tres maneres: com la síl·laba hitita gi (també ge); en accadi QÈ-RU-UB la preposició "prop" com QÈ, i com ideograma sumeri GI per "tub" o amb lletra aixecada GI quan s'usa com determinant.

## Sil·labari
Els sil·labaris consisteixen en vocals soles, vocals precedides per una consonant (representat habitual amb les lletres CV), vocals seguides de consonants (VC), o consonants en les dues posicions (CVC). Aquest sistema distingeix les següents consonants.
b, p, d, t, g, k, ḫ, r, l, m, n, š, z,
combinades amb les vocals a, e, i, u. A més s'introdueixen els símbols ya (=I.A 𒄿𒀀), wa (=PI 𒉿) i wi (=wi₅=GEŠTIN 𒃾 "vi"). El contrast de les sèries sordes/sonores (k/g, p/b, t/d) no s'usen per expressar aquest contrast en hitita. S'usen de forma intercanviable en algunes paraules, mentre que en altres paraules s'escriuen consistentment. La causa d'aquest contrast no està del tot clar, i hi ha diverses interpretacions i propostes de la fonologia.
De manera similar, el propòsit d'inserir una vocal addicional entre sil·labogrames tampoc és clar. Hi ha exemples d'aquesta pràctica com la -a- en iš-ḫa-a-aš "mestre" o en la-a-man "nom", ú-i-da-a-ar "aigües". En alguns casos, pot indicar una vocal llarga heretada (lāman, similar al llatí nōmen; widār, similar al greek ὕδωρ hudōr), però pot tenir altres funcions relacionades amb accentuació.

### V
| a 𒀀      |
| e 𒂊      |
| i 𒄿      |
| u 𒌋, ú 𒌑 |

### CV
|    | b-       | p-       | d-       | t-   | g-       | k-       | ḫ-         | l-       | m-         | n-         | r-       | š-         | w-    | y-    | z-         |
| -- | -------- | -------- | -------- | ---- | -------- | -------- | ---------- | -------- | ---------- | ---------- | -------- | ---------- | ----- | ----- | ---------- |
| -a | ba 𒁀     | pa 𒉺     | da 𒁕     | ta 𒋫 | ga 𒂵     | ka 𒅗     | ḫa 𒄩       | la 𒆷     | ma 𒈠       | na 𒈾       | ra 𒊏     | ša 𒊭       | wa 𒉿  | ya 𒄿𒀀 | za 𒍝       |
| -e | be 𒁁     | pé, pí 𒁉 | de, di 𒁲 | te 𒋼 | ge, gi 𒄀 | ke, ki 𒆠 | ḫe 𒄭, ḫé 𒃶 | le, li 𒇷 | me 𒈨, mé 𒈪 | ne 𒉈, né 𒉌 | re, ri 𒊑 | še 𒊺       |       |       | ze 𒍣, zé 𒍢 |
| -i | bi 𒁉     | pé, pí 𒁉 | de, di 𒁲 | ti 𒋾 | ge, gi 𒄀 | ke, ki 𒆠 | ḫi 𒄭       | le, li 𒇷 | mi 𒈪       | ni 𒉌       | re, ri 𒊑 | ši 𒅆       | wi₅ 𒃾 | zi 𒍣  |            |
| -u | bu, pu 𒁍 | bu, pu 𒁍 | du 𒁺     | tu 𒌅 | gu 𒄖     | ku 𒆪     | ḫu 𒄷       | lu 𒇻     | mu 𒈬       | nu 𒉡       | ru 𒊒     | šu 𒋗, šú 𒋙 |       | zu 𒍪  |            |

### VC
|    | -b               | -p               | -d               | -t               | -g               | -k               | -ḫ               | -l   | -m       | -n   | -r         | -š      | -z       |
| -- | ---------------- | ---------------- | ---------------- | ---------------- | ---------------- | ---------------- | ---------------- | ---- | -------- | ---- | ---------- | ------- | -------- |
| a- | ab, ap 𒀊         | ab, ap 𒀊         | ad, at 𒀜         | ad, at 𒀜         | ag, ak 𒀝         | ag, ak 𒀝         | aḫ, eḫ, iḫ, uḫ 𒀪 | al 𒀠 | am 𒄠     | an 𒀭 | ar 𒅈       | aš 𒀸    | az 𒊍     |
| e- | eb, ep, ib, ip 𒅁 | eb, ep, ib, ip 𒅁 | ed, et, id, it 𒀉 | ed, et, id, it 𒀉 | eg, ek, ig, ik 𒅅 | eg, ek, ig, ik 𒅅 | aḫ, eḫ, iḫ, uḫ 𒀪 | el 𒂖 | em, im 𒅎 | en 𒂗 | er, ir 𒅕   | eš 𒌍, 𒐁 | ez, iz 𒄑 |
| i- | eb, ep, ib, ip 𒅁 | eb, ep, ib, ip 𒅁 | ed, et, id, it 𒀉 | ed, et, id, it 𒀉 | eg, ek, ig, ik 𒅅 | eg, ek, ig, ik 𒅅 | aḫ, eḫ, iḫ, uḫ 𒀪 | il 𒅋 | em, im 𒅎 | in 𒅔 | er, ir 𒅕   | iš 𒅖    | ez, iz 𒄑 |
| u- | ub, up 𒌒         | ub, up 𒌒         | ud, ut 𒌓         | ud, ut 𒌓         | ug, uk 𒊌         | ug, uk 𒊌         | aḫ, eḫ, iḫ, uḫ 𒀪 | ul 𒌌 | um 𒌝     | un 𒌦 | ur 𒌨, úr 𒌫 | uš 𒍑    | uz 𒍖     |

### CVC
- Ḫ: ḫal 𒄬; ḫab/p 𒆸; ḫaš 𒋻; ḫad/t 𒉺 (=pa, PA "ceptre); ḫul (=ḪUL "dolent"); ḫub/p 𒄽; ḫar/ḫur 𒄯 (ḪAR "anell", ḪUR "espés", MUR "pulmó")
- K/G: gal 𒃲 (=GAL "genial"); kal,gal9 𒆗; kam/gám 𒄰 (=TU₇ "sopa"); k/gán 𒃷 (=GÁN "camp"); kab/p,gáb/p 𒆏 (=KAB "esquerra"); kar (=KAR "trobar"); k/gàr 𒃼; k/gaš 𒁉 (=bi, KAŠ "cervesa"); k/gad/t 𒃰 (=GAD "roba de llit"); gaz 𒄤 (=GAZ "matar"); kib/p ; k/gir 𒄫; kiš 𒆧 (=KIŠ "món"); kid/t9 𒃰 (=gad); kal 𒆗 (=KAL "fort"); kul 𒆰 (=KUL "fills"); kúl,gul 𒄢 (=GUL "trencar"); k/gum 𒄣; kur 𒆳 (=KUR "terra"); kùr/gur 𒄥
- L: lal 𒇲 (=LAL "enllaçar"); lam 𒇴; lig/k 𒌨 (=ur); liš 𒇺 (=LIŠ "cullera"); luḫ 𒈛 (=LUḪ "ministre"); lum 𒈝
- M: maḫ 𒈤 (=MAḪ "genial"); man (=MAN "20"); mar 𒈥; maš 𒈦 (=MAŠ "meitat"); meš (="90") ; mil/mel 𒅖(=iš); miš 𒈩; mur 𒄯(=ḫur); mut (=MUD "sang")
- N: nam 𒉆 (=NAM "districte"); nab/p 𒀮; nir 𒉪; niš (=man)
- P/B: p/bal 𒁄; pár/bar 𒈦 (=maš); paš ; pád/t,píd/t 𒁁; p/bíl 𒉋 (=GIBIL "new"); pir ; p/biš,pùš 𒄫 (=gir); p/bur
- R: rad/t 𒋥; riš 𒊕 (=šag)
- Š: šaḫ 𒋚 (=ŠUBUR "porc"); šag/k 𒊕 (=SAG "cap"); šal 𒊩 (=MUNUS "dona"); šam 𒌑 (=ú); šàm ; šab/p ; šar 𒊬 (=SAR "planta"); šìp ; šir 𒋓 (=ŠIR "testicles"); šum 𒋳; šur 𒋩
- T/D: t/daḫ, túḫ 𒈭; tág/k,dag/k 𒁖; t/dal 𒊑 (=ri); tám/dam 𒁮 (=DAM "esposa"); t/dan 𒆗 (=kal); tab/p,dáb/p 𒋰 (=TAB "2") ; tar 𒋻; t/dáš,t/diš 𒁹 ("1") ; tàš 𒀾; tin/tén 𒁷; t/dim 𒁴; dir (=DIR "vermell") ; tir/ter 𒌁 (=TIR "bosc") ; tíš ; túl 𒇥; t/dum 𒌈; t/dub/p 𒁾 (=DUB "tauleta d'argila") ; túr/dur 𒄙(=DUR "tira")
- Z: zul 𒂄; zum 𒍮

## Determinatiu
Determinatius son sumerogrames que no es pronuncien però indiquen la classe o natura d'un nom, per exemple en URUḪa-at-tu-ša (𒌷𒄩𒀜𒌅𒊭); URU és un determinant marcant el nom de la ciutat, i la pronunciació és simplement /hattusa/. D'altra banda, altres sumerogrames son ideogrames per ser pronunciats en hitita.
- m, I ("1", DIŠ) 𒁹, noms personals
- DIDLI 𒀸 (sufix), plural or col·lectiu
- DIDLI ḪI.A 𒀸𒄭𒀀 (sufix), plural
- DINGIR (D) 𒀭 "deitat"
- DUG 𒂁 "vaixell"
- É 𒂍 "casa"
- GAD 𒃰 "tela, roba de llit"
- GI 𒄀 "tub; canya"
- GIŠ 𒄑 "llana"
- GUD 𒄞 "bòvid"
- ḪI.A 𒄭𒀀(sufix), plural
- ḪUR.SAG 𒄯𒊕 "muntanya"
- ÍD "riu"
- IM 𒅎 "argila"
- ITU 𒌚 "mes"
- KAM 𒄰 (sufix), numerals
- KI 𒆠 (sufix), en alguns noms de llocs
- KU₆ 𒄩 "peix"
- KUR 𒆳 "terra"
- KUŠ 𒋢 "amagar, pells"
- LÚ 𒇽 "home"
- MEŠ 𒈨𒌍 (sufix), plural
- MEŠ ḪI.A 𒈨𒌍𒄭𒀀 (sufix), plural
- MUL 𒀯 "estrella"
- MUNUS (f) 𒊩 "dona", nom femení
- MUŠ 𒈲 "serp"
- MUŠEN 𒄷 (suffixed) "ocell"
- NA₄ "pedra"
- NINDA 𒃻 "pa"
- PÚ "font"
- SAR 𒊬 (suffixed) "planta"
- SI 𒋛 "banya"
- SÍG 𒋠 "llana"
- TU₇ 𒄰 "sopa"
- TÚG 𒌆 "vestit"
- Ú 𒌑 "planta"
- URU 𒌷 "ciutat"
- URUDU 𒍐 "coure"
- UZU 𒍜 "carn"